# Efrén Proaño

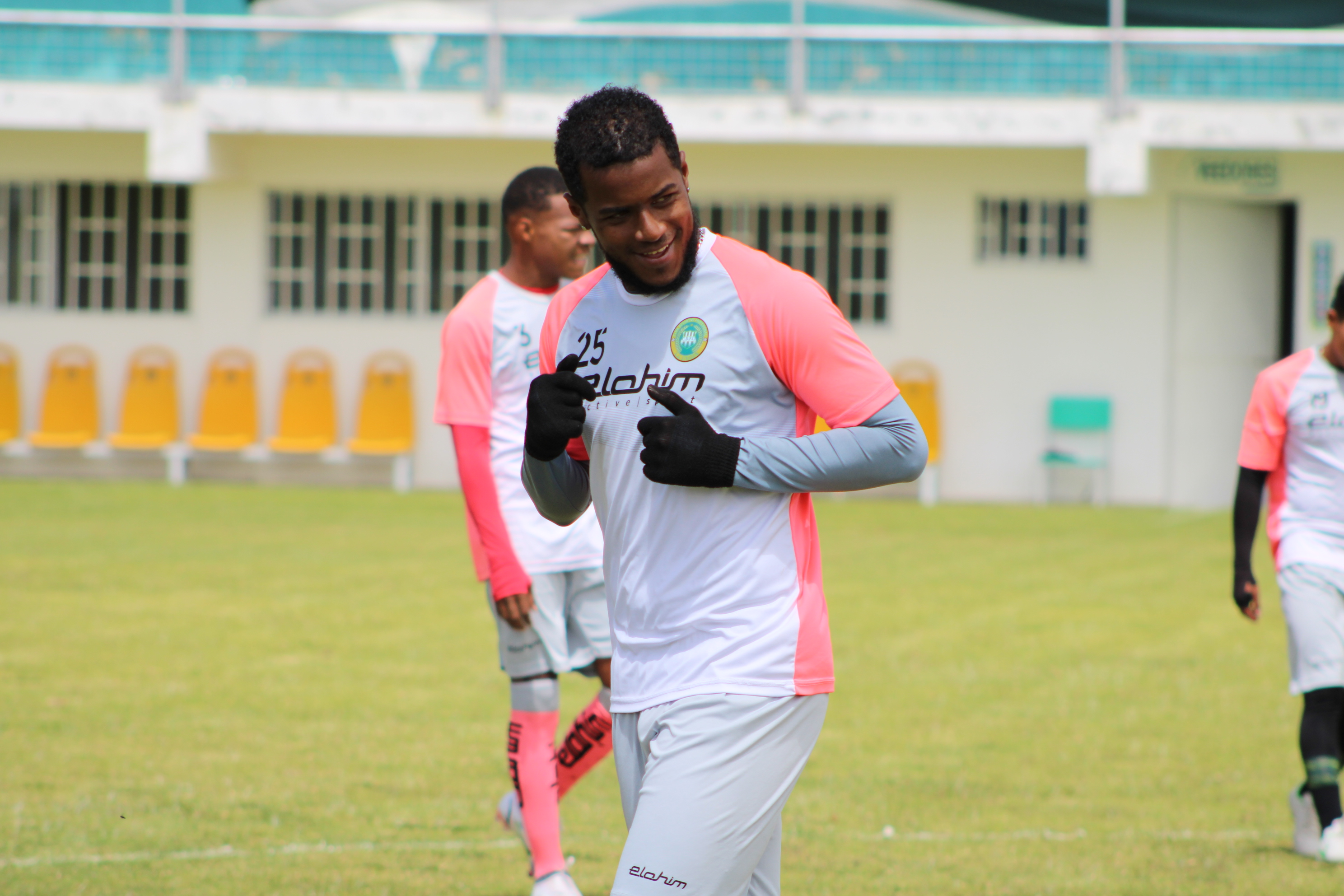

Efrén Proaño (11 de julio de 1992, Esmeraldas, Ecuador) es un futbolista ecuatoriano. Juega de Mediocampista y su equipo actual es Sociedad Deportivo Quito de la Segunda Categoría de Ecuador
Efrén Proaño comenzó a jugar al fútbol a una edad joven en divisiones formativas de equipos de Esmeraldas, para tiempo después llegar a la división de menores de L.D.U Quito en el 2008 y Deportivo Quito en el 2011. A partir del año 2012 actúa como jugador del equipo principal de Deportivo Azogues con un gran desempeño en el Campeonato Ecuatoriano de Fútbol Serie B 2012. Al siguiente año firma con Mushuc Runa Sporting Club, equipo con el que queda subcampeón del Campeonato Ecuatoriano de Fútbol Serie B 2013 alcanzando el ascenso a la Serie A de Ecuador.
En el año 2014 es considerado por el D.T. Juan Carlos Garay para conformar el equipo principal de Deportivo Quito.

## Clubes
| Club                        | País    | Año       | Categoría                      |
| --------------------------- | ------- | --------- | ------------------------------ |
| Deportivo Azogues           | Ecuador | 2012      | Primera Serie B                |
| Mushuc Runa Sporting Club   | Ecuador | 2013      | Primera Serie B                |
| Sociedad Deportivo Quito    | Ecuador | 2014-2015 | Primera Serie A                |
| Club Deportivo Clan Juvenil | Ecuador | 2016-2017 | Primera Serie B                |
| América de Quito            | Ecuador | 2018      | Primera Serie B                |
| Otavalo Fútbol Club         | Ecuador | 2019      | Segunda Categoría de Imbabura  |
| Club Técnico Universitario  | Ecuador | 2021      | Primera Serie A                |
| Sociedad Deportivo Quito    | Ecuador | 2022      | Segunda Categoría de Pichincha |